# Shadowrun
Shadowrun is een cyberpunk-fantasyrollenspel dat zich afspeelt in de jaren 2050 tot 2070 en later, in een wereld die afgeleid is van de echte maar in de fictieve toekomst (de periode ±2000 tot ±2080) een aantal belangrijke veranderingen ondergaan is. De belangrijkste drie zijn de "terugkeer" van magie, de opkomst van megacorporaties, en het gebruik van elektronische en mechanische implantaten in het menselijk lichaam (de zogenaamde cyberware).

## Uitgevers
Shadowrun werd oorspronkelijk uitgegeven door FASA Corporation, een Amerikaanse uitgever met haar hoofdkwartier in Chicago; het spel kwam uit in de zomer van 1989 en werd door FASA ondersteund tot het bedrijf z'n commerciële activiteiten begin 2001 staakte. De rechten werden overgedaan aan WizKids, dat vooral bekend is van de verzamelspellen MageKnight en Pirates of the Spanish Main, en dat opgericht was door voormalig FASA-werknemer en Shadowrun-bedenker Jordan Weisman. Het van oorsprong Duitse FanPro (Fantasy Productions) publiceert sinds 2002 onder licentie van WizKids de officiële serie Shadowrun-boeken, in zowel Engels als Duits.
Hiernaast wordt (of werd) Shadowrun door verschillende licentiehouders vertaald en uitgegeven in meerdere landen. Er zijn ook computerspellen uitgebracht.

### Edities
Er zijn tot nu toe vijf verschillende edities van Shadowrun verschenen.
Eerste Editie (1989): de oorspronkelijke uitgave, die zich afspeelt in 2050.
Tweede Editie (1992): deze editie stroomlijnde de spelregels om ze makkelijker in gebruik te maken en/of om problemen met de eerste editie op te lossen, en voegde verschillende opties toe. De tijdslijn is opgeschoven naar 2053.
Derde Editie (1998): wederom aanpassingen en uitbreidingen aan de spelregels om ze beter in gebruik te maken en te balanceren. Het spel speelt zich nu af in 2060.
Vierde Editie (2005): een geheel nieuw regelsysteem, bedoeld om het spel eenvoudiger te maken en makkelijker te leren voor nieuwe spelers. De setting is nu 2070.
Vijfde Editie (2013):
Hoewel het misschien lijkt alsof het spel met elke editie een sprong voorwaarts in de tijd maakt, is dit niet het geval: de extra regelboeken en andere uitbreidingen die in de tussentijd uitkwamen, speelden zich elke keer op een later tijdstip af dan de voorgaande boeken. Op deze manier was het jaar in de Shadowrun-wereld meestal gelijk aan het huidige jaar plus 61: als een boek in 1994 uitkwam, speelde dit in het jaar 2055. Met de overname van de spellijn door FanPro ging het terug naar zo'n +60 jaar, omdat de uitgave van nieuwe Shadowrun-boeken ongeveer een jaar stilgelegen had, en men verderging waar FASA gebleven was.
De vierde editie is een uitzondering: de laatste boeken die uitkwamen voor derde editie speelden zich af in 2064-'65, maar de vierde editie springt vooruit naar 2070.

## Spelregels
Zoals alle rollenspellen heeft Shadowrun spelregels die de kans van slagen bepalen voor vele verschillende acties die in het spel ondernomen kunnen worden. Shadowrun gebruikt hiervoor alleen zeskantige dobbelstenen, in tegenstelling tot sommige andere rollenspellen die dobbelstenen met meer en/of minder kanten gebruiken.
Karakters (personages) in het spel hebben attributes (eigenschappen), skills (vaardigheden), enz. die een numerieke waarde hebben om aan te geven hoe goed ze erin zijn. Voor mensen lopen de waarden van attributes van 1 t/m 6; voor andere rassen zoals dwergen of orks kunnen de minimum- en maximumwaarden voor sommige attributes hoger of lager zijn. Voor de skills die het karakter bezit begint de waarde bij 1, zonder theoretisch maximum, hoewel 8 tot 10 toch vaak het praktische maximum is.

### Eerste t/m Derde Editie
Bijna elke worp in het spel is een zogenaamde test met een target number dat aangeeft hoe groot de kans van slagen is. Tests worden gegooid met attributes, skills, of andere waarden die het karakter (of zijn of haar uitrusting) heeft: de speler neemt een aantal dobbelstenen gelijk aan de waarde van de benodigde attribute, skill, enz. en gooit deze. De worpen worden niet opgeteld—elke dobbelsteen wordt apart met het target number vergeleken. Voor elke dobbelsteen waarvan de worp gelijk aan, of hoger dan, het target number is, heeft de speler één succes gegooid. Zonder successen mislukt de poging, met één of meer successen is hij meestal gelukt; het aantal gegooide successen bepaalt hierbij hoe goed.
Het target number van een worp wordt bepaald door de spelleider aan de hand van de spelregels. Een taak die niet bijzonder moeilijk of makkelijk is, heeft target number 4; een taak die eigenlijk niet fout kan gaan heeft target number 2, en moeilijke taken hebben target number 6 of meer (zie onder). De regels bepalen meestal een basis target number, dat daarna door middel van zogenaamde modifiers aangepast wordt aan de specifieke situatie van het moment. Modifiers kunnen positief zijn (+1, +2, enz.), in welk geval ze de taak moeilijker maken, of negatief (−1, −2, enz.), die de taak makkelijker maken.
Een dobbelsteen die 1 gooit, is nooit een succes—anders gezegd: het target number kan nooit lager zijn dan 2, ongeacht de modifiers die erbij komen. Gooien alle dobbelstenen in de worp 1, dan loopt de poging ontzettend verkeerd af en gaat er iets goed mis voor het karakter.
Zoals gezegd kunnen target numbers hoger dan 6 zijn. Deze kunnen toch gegooid worden omdat elke dobbelsteen die 6 gooit, opnieuw gegooid wordt en opgeteld wordt bij z'n eigen vorige worp (dus bij 6). Dit herhaalt tot die dobbelsteen geen 6 meer gooit: dus gooit hij wederom 6, dan is de worp 6 + 6 = 12, en wordt de dobbelsteen nog een keer gegooid. Een van de neveneffecten hiervan is dat target numbers die een veelvoud zijn van 6, feitelijk niet verschillen van target numbers 1 punt hoger: de kans om 7 te gooien is hetzelfde als die om 6 te gooien, 13 is gelijk aan 12, 19 gelijk aan 18, enz.
Het is vanwege deze regel in theorie wel mogelijk om oneindig hoog te gooien door steeds 6 te blijven gooien op dezelfde dobbelsteen, maar in de praktijk komt het maar zelden voor dat een worp hoger is dan ergens in de 20, en worpen in de 40 zijn al helemaal uitzonderlijk. Echter, omdat het niet uitmaakt hoe ver een worp boven het target number uitkomt, alleen dàt hij erboven zit, is het niet nodig door te gooien met een dobbelsteen die hoog genoeg komt. (Veel spelers doen dit desondanks wel, vooral om te kijken hoe hoog ze komen.)
Sommige tests zijn open, wat betekent dat ze geen target number hebben. Hierbij worden de dobbelstenen net zo lang "doorgegooid" tot er geen zessen meer bij zitten, en alleen de dobbelsteen die het hoogste gooide wordt geteld. Vaak vormt zo'n worp het target number voor iemand anders.

### Vierde Editie
Zoals eerder als vermeld, gooit de vierde editie het regelsysteem drastisch om in een poging het te vereenvoudigen. Er wordt, net als in de eerdere edities, nog wel met zeszijdige dobbelstenen gegooid, en ook worden alle dobbelstenen apart met het target number vergeleken. Echter, het target number is nu altijd 5, en er zijn geen modifiers meer aan—deze worden nu toegepast op het aantal dobbelstenen dat gegooid wordt. Een taak die makkelijk is, heeft een positieve modifier (dus meer dobbelstenen), en een moeilijke een negatieve modifier (minder dobbelstenen).
Elke dobbelsteen die gelijk is aan, of hoger dan, het target number, wordt een hit genoemd. Het aantal hits bepaalt of een taak lukt, en indien dat het geval is, ook hoe goed. Veel taken lukken al met één hit, maar voor moeilijke of langdurige bezigheden zijn vaak meerdere hits nodig.
Omdat het target number altijd 5 is, wordt een dobbelsteen die 6 gooit, ook niet opnieuw gegooid—hij is per slot van rekening al een hit.
Open tests bestaan niet in de vierde editie spelregels.

## Boeken
De volgende Engelstalige boeken zijn voor Shadowrun uitgebracht. Boeken uit andere talen zijn niet in dit lijstje opgenomen.

### FASA
Regelboeken derde editie
- 7000 Shadowrun, Third Edition (harde kaft, beperkte oplage van 1000 genummerde exemplaren)
- 7001 Shadowrun, Third Edition (zachte kaft, onbeperkte oplage)
- 7002 Shadowrun Gamemaster Screen, Third Edition
- 7003 Shadowrun Quick Start Rules

Regelboeken eerste editie en uitbreidingen voor eerste en tweede edities
- 7100 Shadowrun: Where Man Meets Magic And Machine (zachte kaft, meerdere oplages)
- 7101 Shadowrun: Where Man Meets Magic And Machine (harde kaft, twee oplagen)
- 7102 Shadowrun Gamemaster's Screen
- 7103 Sprawl Sites
- 7104 Street Samurai Catalog (twee verschillende edities)
- 7105 Paranormal Animals of North America
- 7106 The Grimoire - The Manual of Practical Thaumaturgy, 14th Edition, 2050
- 7107 Virtual Realities
- 7108 Rigger Black Book
- 7109 Shadowbeat
- 7110 Shadowtech
- 7111 DMZ — Downtown Militarized Zone (wargame in een doos met plattegronden, kartonnen figuurtjes, e.d.)
- 7112 Paranormal Animals of Europe
- 7113 Corporate Shadowfiles
- 7114 Fields of Fire
- 7115 Lone Star
- 7116 Prime Runners
- 7117 Bug City
- 7118 Corporate Security Handbook
- 7119 Cybertechnology
- 7120 Awakenings
- 7121 Threats
- 7122 Portfolio Of A Dragon: Dunkelzahn's Secrets
- 7123 Underworld Sourcebook
- 7124 Cyberpirates!
- 7125 Corporate Download
- 7126 Man & Machine: Cyberware

Uitbreidingsboeken voor eerste t/m derde edities
- 7201 Seattle Sourcebook
- 7202 Native American Nations Volume One
- 7203 London Sourcebook
- 7204 Germany Sourcebook
- 7205 The Universal Brotherhood
- 7206 The Neo-Anarchist's Guide to North America
- 7207 Native American Nations Volume Two
- 7208 The Neo-Anarchists' Guide to Real Life
- 7209 California Free State
- 7210 Tir Tairngire
- 7211 Tír na nÓg
- 7212 Denver: The City of Shadows (doos met boeken en plattegronden)
- 7213 Aztlan
- 7214 Target: UCAS
- 7215 Target: Smuggler Havens
- 7216 New Seattle

Avonturen
- 7301 DNA/DOA
- 7302 Mercurial
- 7303 Dreamchipper
- 7304 Queen Euphoria
- 7305 Bottled Demon
- 7306 Harlequin
- 7307 Dragon Hunt
- 7308 Total Eclipse
- 7309 Imago
- 7310 Elven Fire
- 7311 Ivy & Chrome
- 7312 One Stage Before
- 7313 Dark Angel
- 7314 A Killing Glare
- 7315 Celtic Double-Cross
- 7316 Eye Witness
- 7317 Paradise Lost
- 7318 Divided Assets
- 7319 Double Exposure
- 7320 Harlequin's Back
- 7322 Super Tuesday!
- 7323 Shadows Of The Underworld
- 7324 Predator And Prey
- 7325 Missions
- 7326 Mob War!
- 7327 Blood In The Boardroom
- 7328 Renraku Arcology: Shutdown
- 7329 First Run
- 7330 Corporate Punishment
- 7331 Brainscan

Uitbreidingen voor DMZ
- 7401 Sprawl Maps

Overige boeken
- 7701 High Tech & Low Life

Regelboeken voor tweede editie en regeluitbreidingen voor tweede en derde editie
- 7900 Shadowrun: Second Edition (harde kaft, één oplage)
- 7901 Shadowrun: Second Edition (zachte kaft, meerdere oplages)
- 7902 Shadowrun, Second Edition Gamemaster Screen
- 7903 The Grimoire - The Manual of Practical Thaumaturgy 15th Edition, 2053
- 7904 Virtual Realities 2.0
- 7905 Shadowrun Companion: Beyond The Shadows (voor tweede editie)
- 7905 Shadowrun Companion (voor derde editie)
- 7906 Rigger 2
- 7907 Magic In The Shadows
- 7908 Cannon Companion
- 7909 Matrix
- 7910 Rigger 3

### FanPro
(Boeken met een * zijn herdrukken van FASA-uitgaven.)
- 7003 Shadowrun Quick Start Rules*
- 7125 Corporate Download*
- 7219 Target: Matrix*
- 7329 First Run*
- 7909 Matrix*
- 10650 Year of the Comet
- 10651 Target: Awakened Lands
- 10652 Threats 2
- 10653 Target: Wastelands
- 10654 Wake of the Comet
- 10655 Shadows of North America
- 10658 Magic in the Shadows*
- 10659 Cannon Companion*
- 10662 Rigger 3 Revised
- 10664 State of the Art 2063
- 10665 Survival of the Fittest
- 10666 Dragons of the Sixth World
- 10667 Sprawl Survival Guide
- 10673 The Shadowrun Character Dossier
- 25000 Shadowrun, Third Edition (zachte kaft)*
- 25001 Man and Machine: Cyberware*
- 25002 Shadows of Europe
- 25003 Mr. Johnson's Little Black Book
- 25004 State of the Art: 2064
- 25006 Loose Alliances
- 25007 Shadows of Asia
- 25008 Shadowrun Gamemaster Screen, Third Edition*
- 25009 New Seattle*
- 25010 Shadowrun Companion*
- 25011 Shadows of Latin America
- 25013 State of the Art: 2063
- 25014 System Failure
- 26000 Shadowrun Fourth Edition (zachte kaft, onbeperkte oplage)
- 26001 Shadowrun Fourth Edition (harde kaft, beperkte oplage van 1000 genummerde exemplaren)

## Computerspellen
Er zijn tot nu toe zes computerspellen uitgebracht die zich afspelen in het Shadowrun-universum. De eerste drie betroffen spellen voor de Super Nintendo en Sega Mega Drive in de jaren 90. In 2007 bracht FASA Interactive een spel genaamd 'Shadowrun' uit voor de PC en XBOX. Sinds 2012 is de licentie in handen van Harebrained Schemes, een spellenontwikkelaar opgericht door Shadowrun-ontwerper Jordan Weisman. Deze heeft nog drie Shadowrun-spellen uitgebracht, mede dankzij aanzienlijke bijdragen van fans via Kickstarter: Shadowrun Returns, Shadowrun: Dragonfall, en Shadowrun: Hong Kong. Deze drie zijn isometrische, turn-based rollenspellen voor een enkele speler. Tevens is er een meer vechtgeoriënteerd spel voor meerdere spelers uitgebracht, genaamd Shadowrun Chronicles: Boston Lockdown. Hoewel de spellen van Harebrained Schemes zeer goed beoordeeld zijn, geldt dat niet in gelijke mate voor Boston Lockdown. Het geheeloverzicht van Shadowrun-computerspellen is als volgt:
- 1993 – Shadowrun (Beam Software; SNES)
- 1994 – Shadowrun (BlueSky Software; Genesis/Mega Drive)
- 1996 – Shadowrun (Group SNE; Sega/Mega CD)
- 2007 – Shadowrun (FASA Interactive; Windows en Xbox 360)
- 2013 – Shadowrun Returns (Harebrained Schemes; Windows, Linux, Mac, iOS en Android tablets)
- 2014 – Shadowrun: Dragonfall (Harebrained Schemes; Windows, Linux, Mac, iOS en Android tablets)
- 2015 – Shadowrun Chronicles: Boston Lockdown (Cliffhanger Productions; Windows, Linux, Mac, Ouya, iOS en Android tablets)
- 2015 – Shadowrun: Hong Kong (Harebrained Schemes; Windows, Linux, Mac)

## Trivia
- Het spel is opgenomen in het boek 1001 Video Games You Must Play Before You Die van Tony Mott.